# Festa Major del Bon Pastor
La Festa Major del Bon Pastor se celebra al principi de maig al barri del Bon Pastor, al districte de Sant Andreu de Barcelona. Actualment el Bon Pastor fa festa major a principi de maig, durant una setmana. Les entitats del barri hi participen activament organitzant tota mena d'actes: torneigs esportius, àpats populars, activitats infantils i balls. La cultura popular hi és representada amb la colla de Grallers i Capgrossos Fem Soroll i a través del foc la colla de Diables i Bruixes del Bon Pastor s'encarrega d'organitzar un correfoc i Dimonis BonPasFoc un altre.

## Actes destacats
- Cercavila inaugural. El divendres a la tarda els grallers i els capgrossos de la comissió de festes surten en cercavila pels carrers del barri per convidar tothom a participar en la festa major.[1]
- Correfoc. La Colla de Diables i Bruixes del Bon Pastor organitza el correfoc, on surt la bèstia del Mutanas, un híbrid entre peix i drac.[1]
- Havaneres. El diumenge al vespre es fa una cantada d'havaneres al poliesportiu municipal, acompanyada d'una sardinada popular.[1]